# NK NOŠK Novigrad
NK NOŠK hrvatski je nogometni klub iz Novigrada, pokraj Zadra. U sezoni 2024./25. se natječe u 2. ŽNL Zadarska natječe se u 2. ŽNL Zadarskoj.

## Povijest
Osnovan je 1923. pod nazivom Lav. Lav je bio drugi hrvatski klub sa sjedištem u zadarskom zaleđu. Godine 1926. Lav mijenja ime u NOŠK.

## Vanjske poveznice
- Profil, HNS Semafor